# Telefonska govornica
Telefonska govornica je telefon s kojeg se može ostvariti komunikacija na daljinu koristeći telefonsku karticu ili neki drugi oblik plaćanja. Telefonske govornice postavljene su na lokacijama gdje se kreće veći broj ljudi (kao što su trgovi, kolodvori i javne ustanove). Unatoč njihovoj sve manjoj uporabi svako naselje s više od 500 stanovnika radi sigurnosnih razloga prema zakonu iz prosinca 2012. mora imati barem jednu telefonsku govornicu.
Trenutno ih je u Hrvatskoj oko 5000 dok ih je u 2007. bilo oko 9000. a 1997. oko 14 920.

## Povijest
Prva javna telefonska govornica u Hrvatskoj je postavljena u zgradi zagrebačkog željezničkog kolodvora 1889. godine.
U počecima ove usluge ona se ostvarivala uz pomoć običnih telefonskih uređaja dok se početkom 20. stoljeća postepeno uvode uređaji s automatskom naplatom.
Uključenjem u promet prve automatske telefonske centrale u Hrvatskoj, 1928. godine u Zagrebu, postavile su se govornice koje su primale kovanice. Nakon toga javne telefonske govornice su se postavljale i izvan zatvorenih javnih prostora pa se tako 1931. godine na zagrebačkim ulicama pojavljuju prve zatvorene samostojeće kabine. Za vrijeme Drugog svjetskog rata u uporabi su i prvi žetoni. Sljedećih tridesetak godina obilježilo je postupno širenje mreže javnih telefonskih govornica, prvenstveno u urbanim sredinama, iako su potrebe stanovništva za takvom vrstom usluga stalno bile veće od broja govornica.
Tijekom 80-ih zbog učestalih promjena vrijednosti novca uvedeni su žetoni a od 90-ih magnetske kartice. Od sredine 90-ih u Hrvatskoj se koriste kartice s čipom kao sredstvo plaćanja. Umetanjem kartice u govornicu moguće je ostvariti poziv a komunikacija i razmjena podataka između govornice i baznog centra se ostvaruje uz pomoć modemske veze.
Unatoč tome što svaka govornica prijavljuje kvar baznom centru uz pomoć internog modema, trenutačno je velik broj neispravnih i vandaliziranih govornica. Zbog sve veće ekspanzije mobilne telefonije, od 2001. je prisutan konstantan pad njihove uporabe te je ulaganje u njihovo održavanje neisplativo.